# Repowering

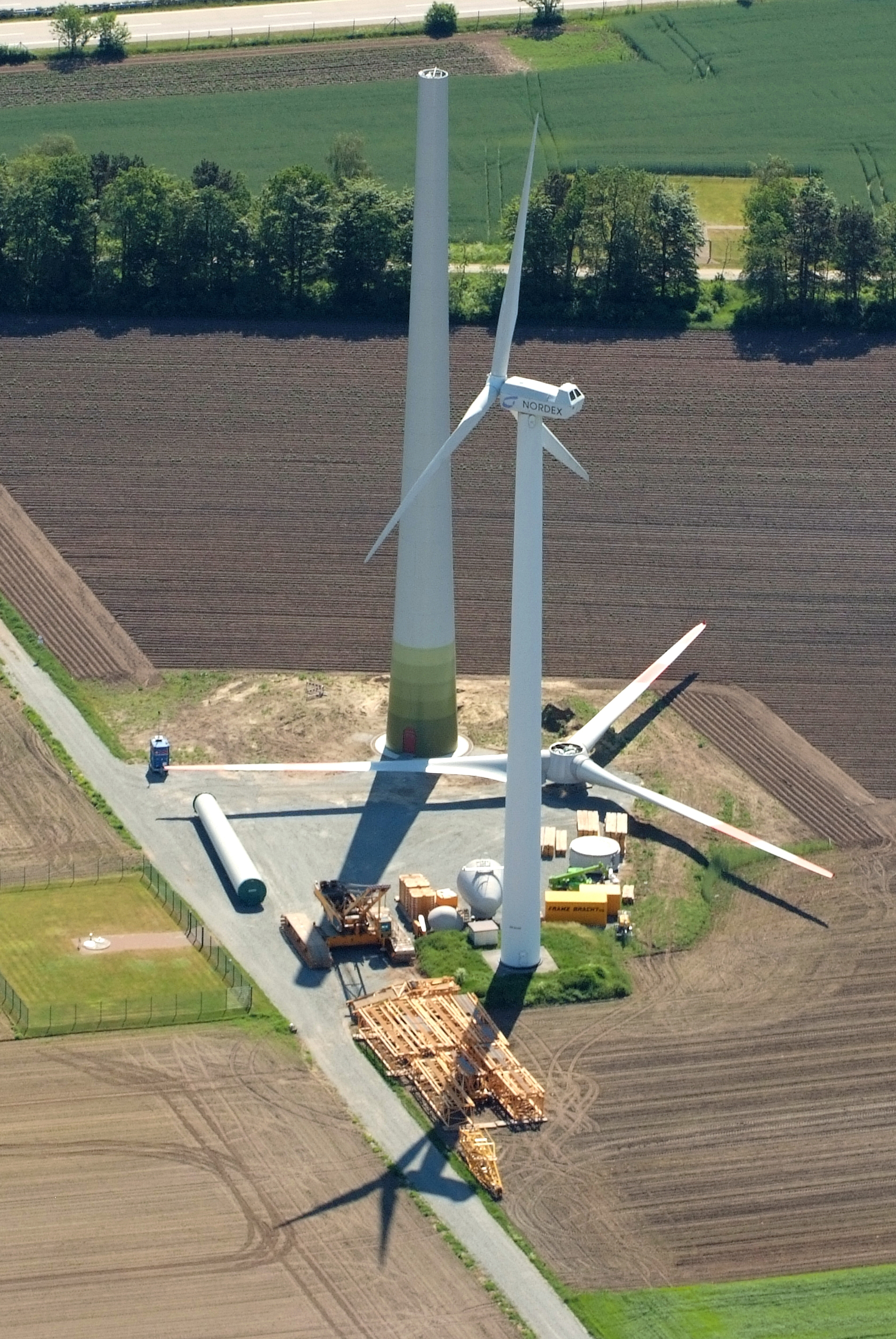
Repowering van een windturbine

Repowering is een Engelse term voor het vergroten van de efficiëntie van installaties die energie produceren, bijvoorbeeld door de plaatsing van zuinigere onderdelen. Hierdoor kan een installatie die niet meer rendabel is opnieuw winstgevend worden. Deze term heeft vooral betrekking op installaties die duurzame energie opwekken, bijvoorbeeld windturbines, biogasinstallaties of waterkrachtcentrales. Het voordeel ten opzichte van het bouwen van een nieuwe installatie is dat er al een vergunning is en dat het bouwwerk reeds geaccepteerd wordt door omwonenden.
Repowering heeft als doel de winst te verhogen die met een installatie te behalen is. De voornaamste redenen hiervoor zijn:
- Veranderingen in subsidies en vergoedingen
- De ontwikkelingen in technologie sinds de bouw van de installatie
- De onderhoudskosten van het oude systeem ten opzichte van het herstelde systeem
- Ontwikkelingen van (alternatieve) brandstofprijzen en hun relatie tot elkaar

In Nederland wordt subsidie verstrekt aan bedrijven of particulieren die duurzame energie opwekken, de SDE-subsidie. In sommige gevallen is deze echter te laag om de installatie rendabel te houden. Repowering kan dan plaatsvinden op twee manieren: het vervangen van verouderde onderdelen door nieuwe, zuinige onderdelen óf het aanpassen van de manier waarop de installatie gebruikt wordt, het zogenoemde ‘retrofitting’. In het laatste geval wordt niet het apparaat zelf aangepast, maar worden omgevingsvariabelen veranderd om de installatie daar beter in te laten passen. Een voorbeeld hiervan is het vinden van een andere afnemer voor het restproduct uit vergisting.

## Repowering van vergistingsinstallaties
Vergistingsinstallaties zijn in veel gevallen niet rendabel zonder subsidie, waardoor vele systemen na afloop van de subsidieperiode in onbruik raken. Repowering kan hierbij een uitkomst bieden door vervanging van bepaalde onderdelen die de opbrengst van biogas verhogen. Zo kan bijvoorbeeld gedacht worden aan het vervangen van het roerwerk door energiezuinige alternatieven. 

## Repowering van windturbines
Bij windturbines kan repowering een grote toename in efficiëntie betekenen. Windturbines hebben een levensduur van ongeveer 25 jaar, maar door snelle ontwikkelingen in de techniek kan het gunstig zijn om onderdelen van de windturbine al eerder te vervangen. Nieuwe turbines leveren bijvoorbeeld significant meer energie. De eersten produceerden in de jaren ’90 gemiddeld 500 kW, in 2000 was dit 1 MW en nu ligt het gemiddelde op ongeveer 2 MW. Ook zijn de nieuwe installaties stiller door een betere aerodynamica en geometrie, wat vooral interessant is op plaatsen waar zij dicht bij bewoonde gebieden staan.